# Oratorio dei Crociferi
L'Oratorio dei Crociferi est un petit musée de Venise, qui abrite d'importantes toiles du peintre italien Jacopo Palma le Jeune. Il est situé sur le Campo dei Gesuiti, dans le sestiere de Cannaregio.

## Histoire et peintures
L'oratoire a été fondé au XIIe siècle, en même temps que l'hôpital des pères Crociferi, qui plus tard est devenu un hospice et est toujours utilisé pour sa fonction d'origine. Il présente une façade simple de style gothique, et un passage qui le relie au Palais du Zen, une famille noble qui donnera au XIIIe siècle le doge Reniero Zen. Au XVIe siècle, le doge Pasqual Cicogna a pris en charge la rénovation et la décoration, culminant dans les œuvres de Palma le Jeune.
Le cycle pictural peint entre 1583 et 1592, raconte des épisodes relatifs aux pères Crociferi, et les deux doges bienfaiteurs. Aussi l'immeuble d'en face, avec un portail surmonté par des croix, témoigne de la présence de cet ordre. Les restes de l'ancienne église sont les peintures, également de Palma le Jeune, conservées dans la proche sacristie des Jésuites.

## Images

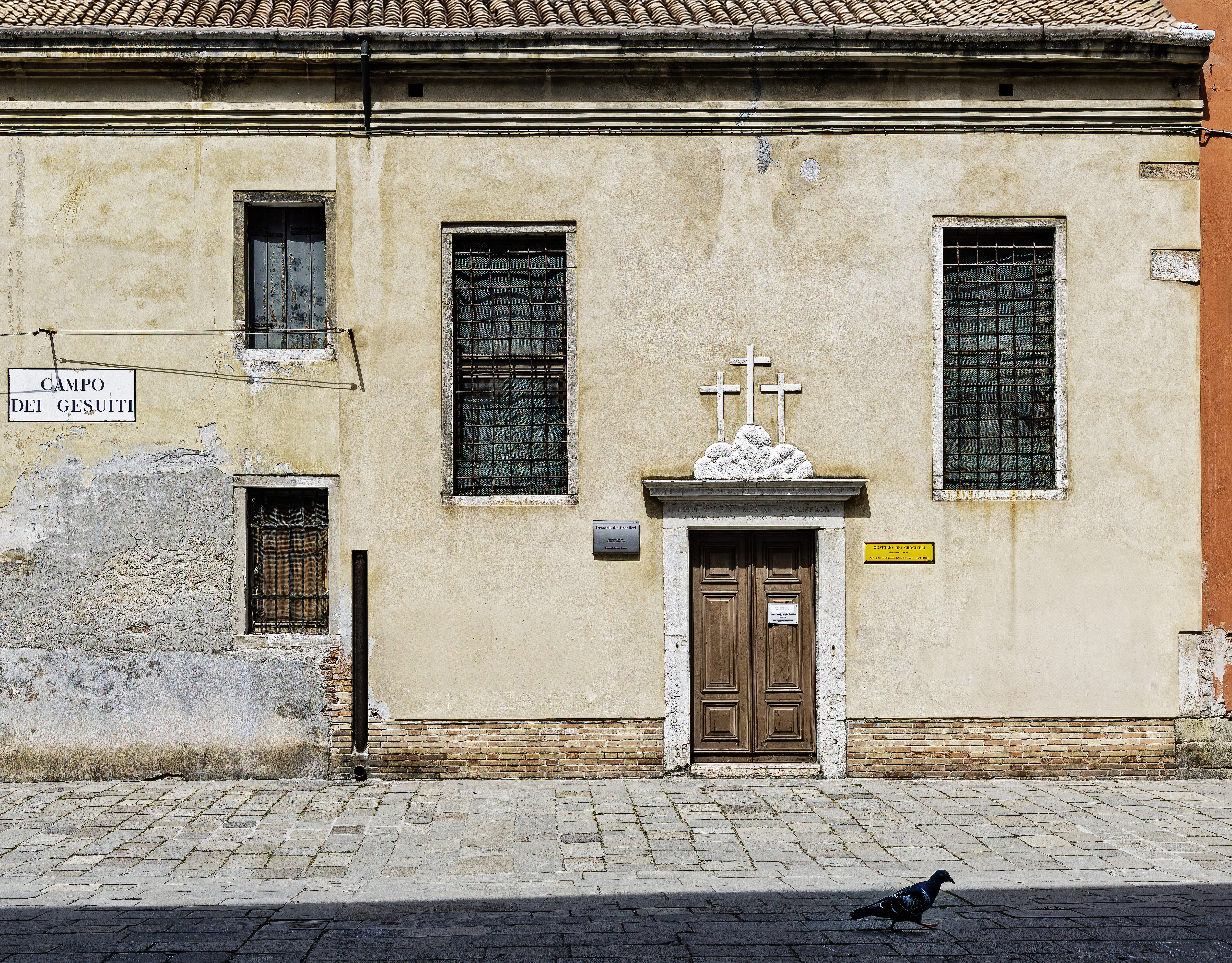
Entrée de l'Oratorio dei Crociferi sur le campo dei Gesuiti
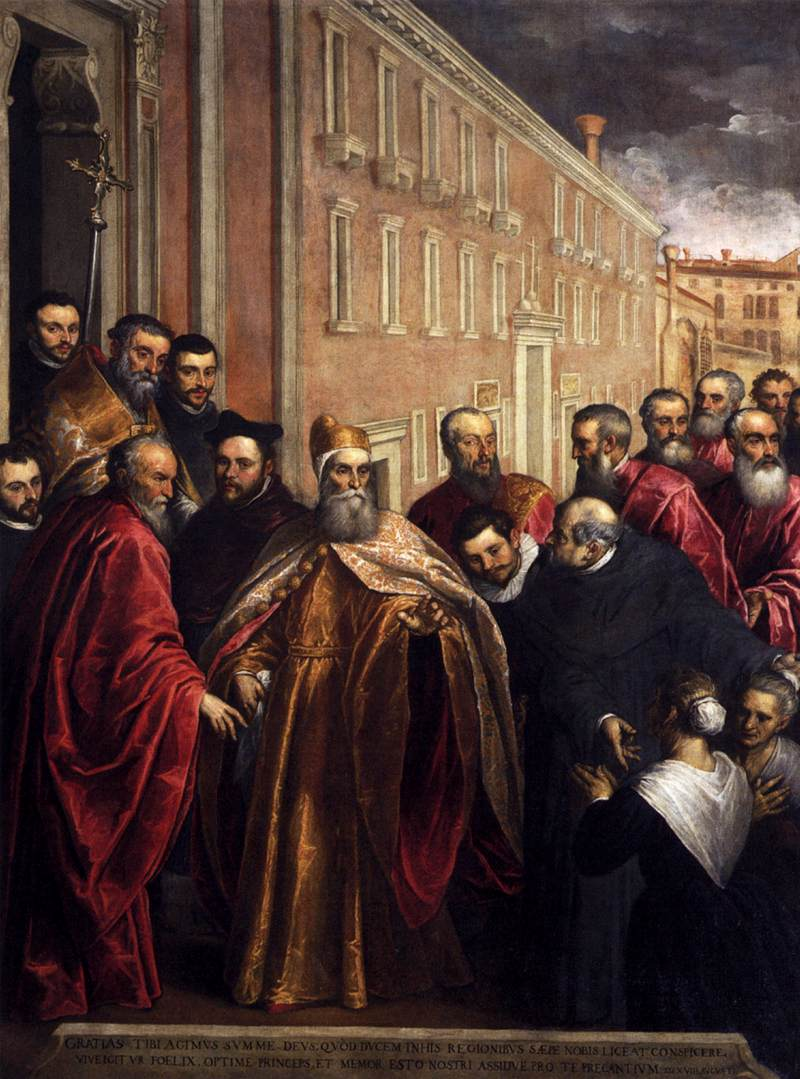
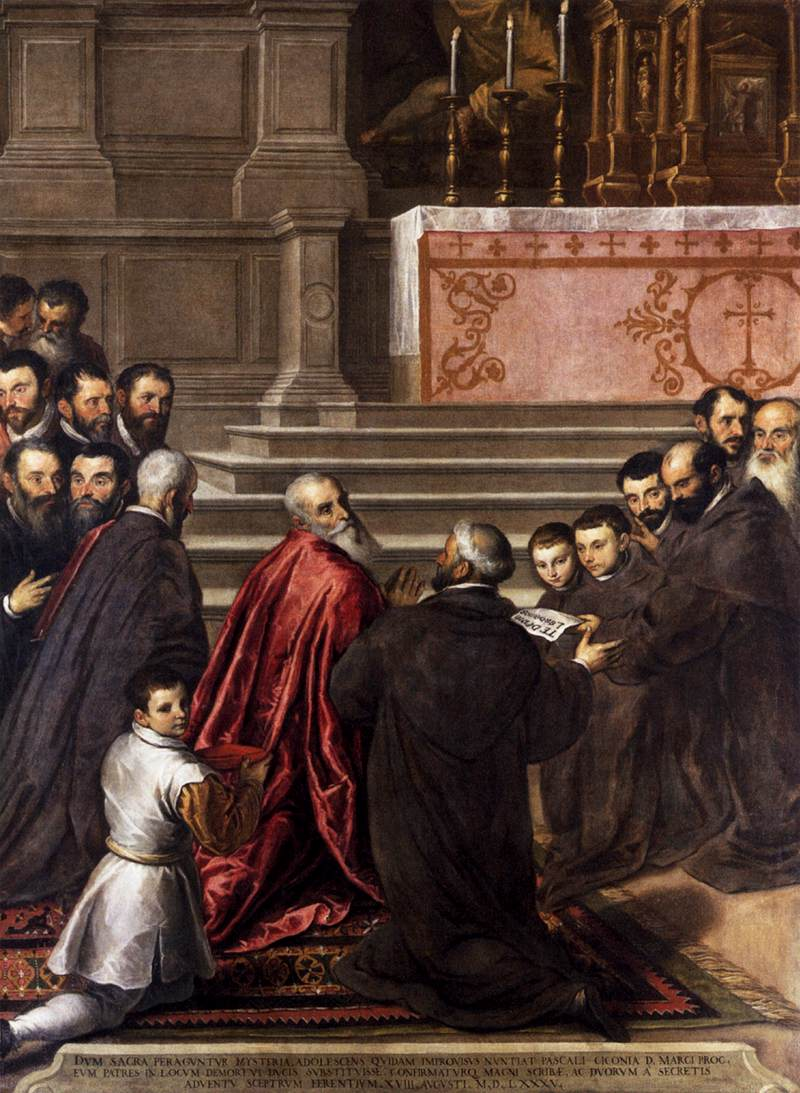
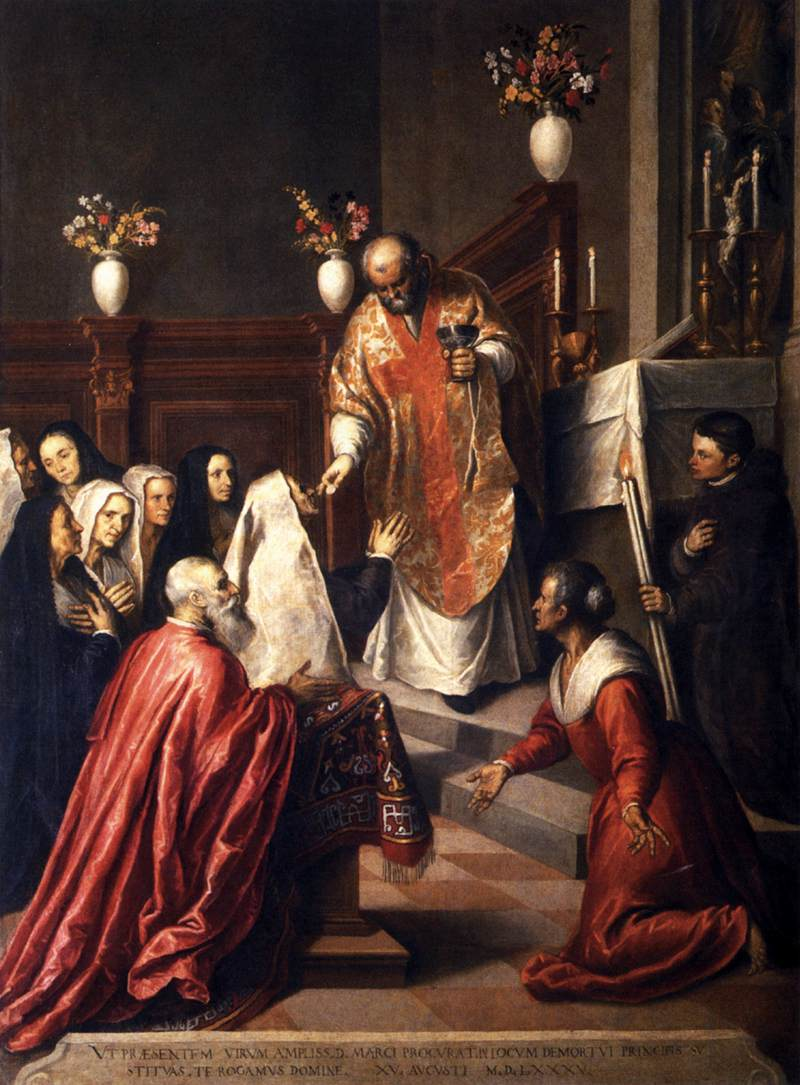
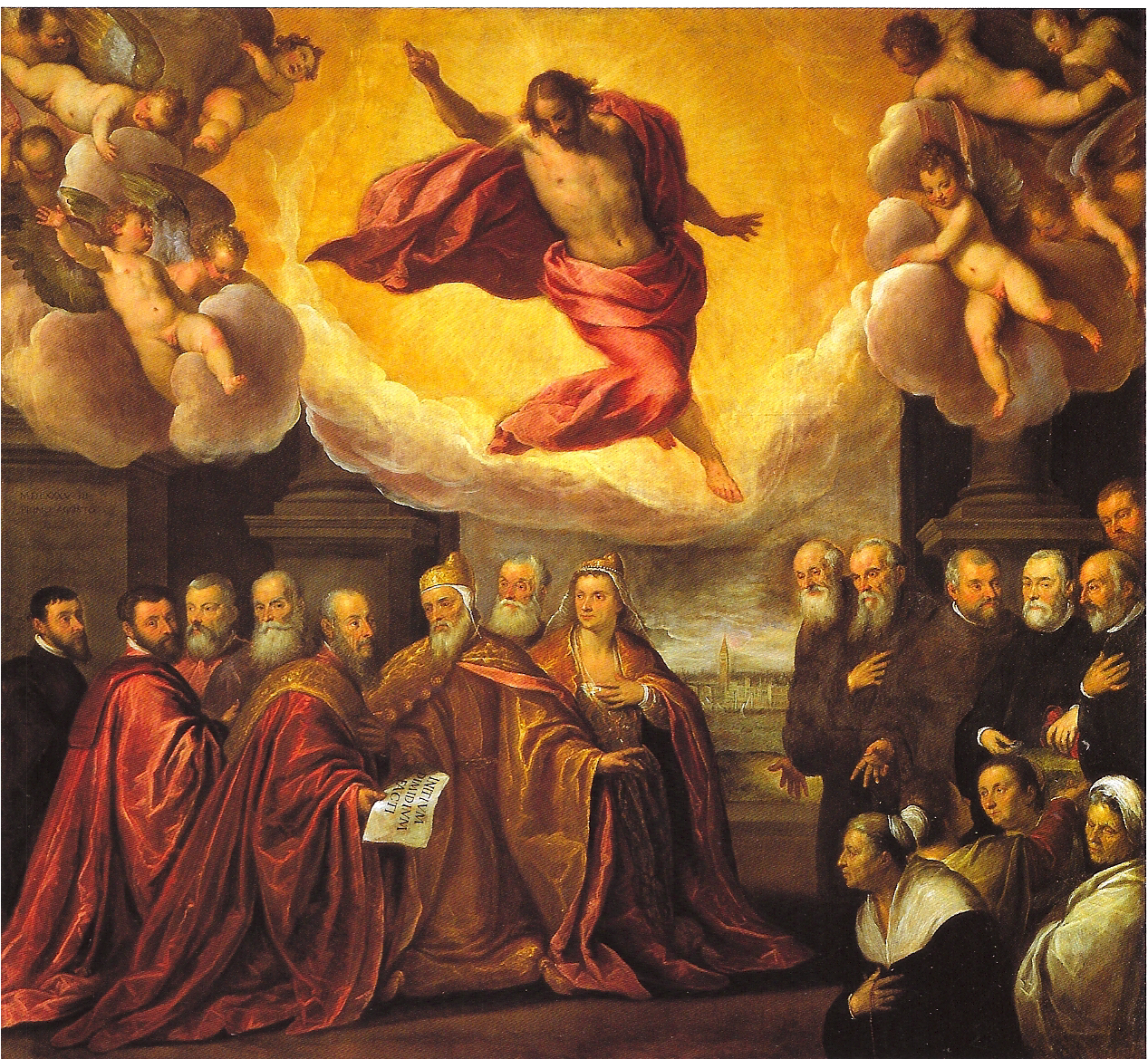
Jacopo Palma le Jeune (1585): Le doge Renier Zen et l'héritage des Crociferi